# Дамм, Юрген
Ю́рген Дамм Раско́н (исп. Jürgen Damm Rascón; 7 ноября 1992, Туспан, Веракрус, Мексика) — мексиканский футболист немецкого происхождения, полузащитник клуба «Атлетико Сан-Луис» и сборной Мексики.
Согласно исследованию, проведённому мексиканским клубом «Пачука» и поддержанным ФИФА, Дамм является вторым самым быстрым игроком в мире после Гарета Бейла. Он способен достичь скорости 35,23 км/ч с мячом.

## Ранние годы
Юрген Дамм родился в семье среднего класса. Его дед по отцовской линии из Германии, поэтому у Юргена есть немецкий паспорт. Он родился в прибрежном штате Веракрус, а в двухлетнем возрасте, из-за работы отца, его семья переехала в Торонто. Спустя два года в Канаде семья Юргена вернулась в Мексику и поселилась в Гвадалахаре, где он начал свою футбольную карьеру. Поскольку его отец всегда считал, что образование на первом месте, Юргену не разрешалось вступать в какие-либо профессиональные клубы до 17 лет, и он продолжал получать степень в области делового администрирования.
Юрген был замечен Магдалено Меркадо и приглашён в молодёжную команду «Атласа». Он провёл в клубе 6 месяцев, но ушёл из-за отсутствия игровой практики. Затем он перешёл в молодёжку «Эстудиантес Текос» под руководством тренера Франсиско Чавеса.

## Клубная карьера

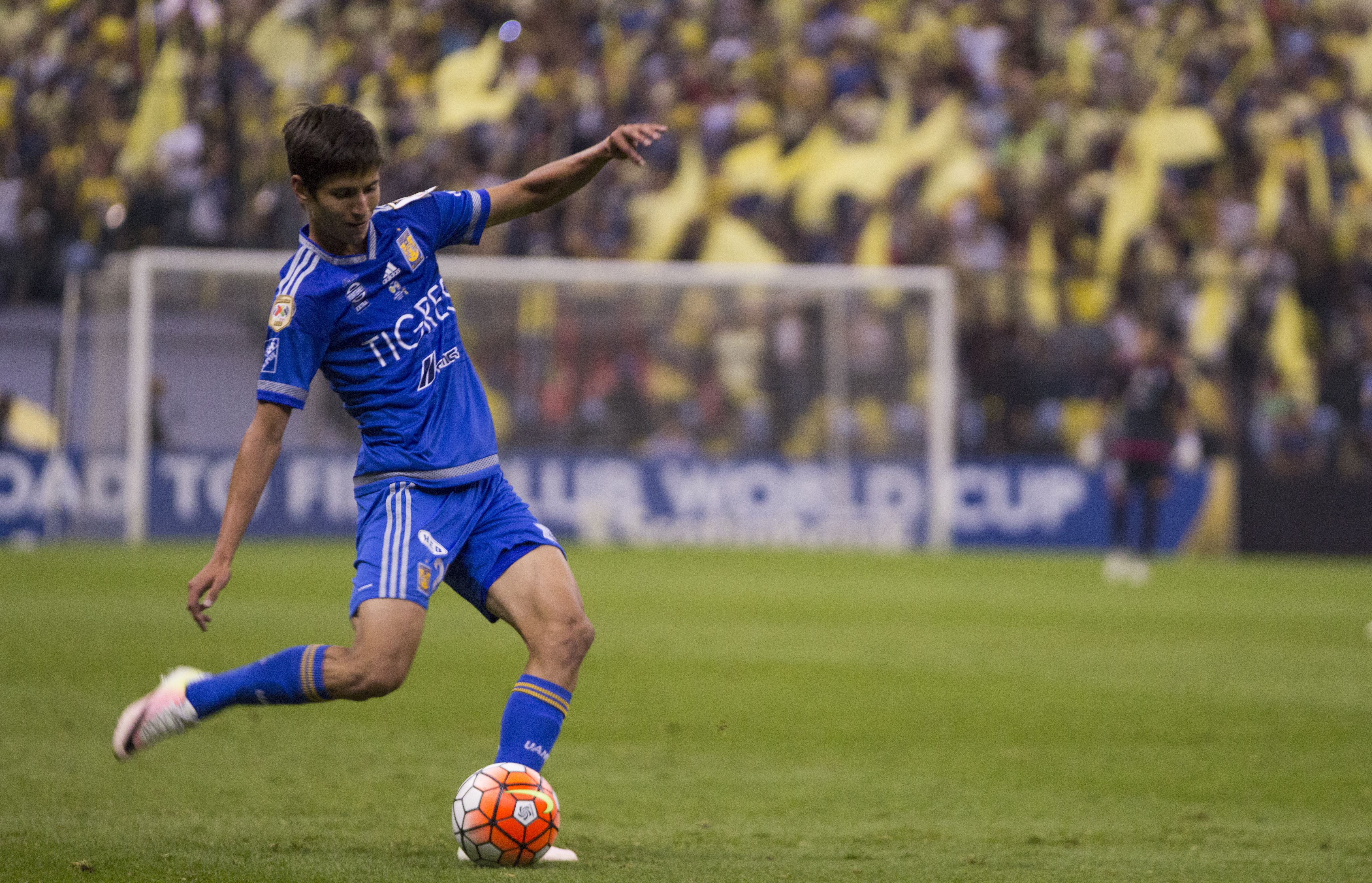
Дамм в составе УАНЛ Тигрес

25 марта 2012 года в матче против «Монтеррея» он дебютировал в мексиканской Примере за «Эстудиантес Текос». По итогам сезона команда вылетела в Лигу Ассенсо, и Юрген получил возможность чаще играть в основе.
Благодаря своей скорости и технике он был замечен скаутами английского «Манчестер Юнайтед» и приглашен на просмотр. Также Дамма хотел приобрести испанский «Овьедо», но клубы не договорились о цене. Летом 2013 года Юрген перешёл в «Пачуку». 21 июля в матче против «Толуки» он дебютировал за новую команду, заменив Даниэля Лудуэнью. 21 октября в поединке против «Гвадалахары» он забил свой первый гол в Лиге MX.
Летом 2015 года Дамм перешёл в УАНЛ Тигрес, несмотря на интерес некоторых европейских клубов, в частности итальянской «Ромы». Сумма трансфера составила 8 млн евро. 10 августа в матче против «Гвадалахары» он дебютировал за «тигров». В том же году Юрген стал финалистом Кубка Либертадорес. 4 октября в поединке против «Атласа» Юрген забил свой первый гол за УАНЛ. В составе клуба он трижды выиграл чемпионат.
1 июля 2020 года Дамм перешёл по свободному трансферу в клуб MLS «Атланта Юнайтед», который за право подписать его выплатил «Хьюстон Динамо» $50 тыс. в общих распределительных средствах. В главной лиге США он дебютировал 29 августа в матче против «Орландо Сити», отметившись голевой передачей. 13 апреля 2021 года в ответном матче 1/8 финала Лиги чемпионов КОНКАКАФ 2021 против коста-риканского «Алахуэленсе» он забил свой первый гол за «Атланту Юнайтед». 25 февраля 2022 года Дамм покинул «Атланту Юнайтед», после того как клуб выкупил его гарантированный контракт.
В июне 2022 года Дамм присоединился к клубу «Америка», подписав годичный контракт после просмотра.

## Международная карьера
29 марта 2015 года в товарищеском матче против сборной Эквадора Юрген дебютировал за сборную Мексики, заменив в конце второго тайма Эктора Эрреру. 17 ноября 2015 года в матче отборочного турнира ЧМ-2018 против сборной Гондураса Дамм забил свой первый гол за сборную Мексики.
В 2017 году Дамм принял участие в Кубке конфедераций в России, заменив отказавшегося Хесуса Корону. На турнире он сыграл в матчах против команды Новой Зеландии.

### Голы за сборную Мексики
| #   | Дата           | Место                                            | Противник | Счёт | Результат | Соревнование                       |
| --- | -------------- | ------------------------------------------------ | --------- | ---- | --------- | ---------------------------------- |
| 01. | 17 ноября 2015 | Олимпико Метрополитано, Сан-Педро-Сула, Гондурас | Гондурас  | 0:2  | 0:2       | Чемпионат мира 2018 (квалификация) |

## Достижения
Командные
 УАНЛ Тигрес
- Чемпион Мексики: апертура 2015, апертура 2016, апертура 2017, клаусура 2019
- Чемпион чемпионов: 2016, 2017, 2018
- Финалист Кубка Либертадорес: 2015